# Thaila Ayala
Thaila Ayala Sales (Presidente Prudente, 14 aprile 1986) è un'attrice brasiliana.

## Filmografia parziale

### Cinema
- Picchiarello il film (Woody Woodpecker), regia di Alex Zamm (2017)
- Zeroville, regia di James Franco (2019)

### Televisione
- Pagine di vita (Páginas da Vida) (2006)
- Malhação (2006-2007)
- India – A Love Story (2009)
- Ti Ti Ti (2010)
- Sangue Bom (2013)
- La cosa più bella (2019)